# Championnat du Mozambique de football 1980
Navigation
Saison précédente Saison suivante
La saison 1980 du Championnat du Mozambique de football est la cinquième édition du championnat de première division au Mozambique. Les clubs participent d'abord à leur championnat régional et les meilleurs de chaque zone se qualifient pour la phase finale nationale. 
C'est le CD Costa do Sol, tenant du titre, qui remporte à nouveau le championnat cette saison après avoir terminé en tête de la poule finale, avec un seul point d'avance sur le Textáfrica do Chimoio et deux sur Grupo Desportivo de Maputo. C'est le deuxième titre de champion du Mozambique de l'histoire du club, qui réussit même le doublé en s'imposant face à Palmeiras de Beira en finale de la Coupe du Mozambique.

## Les clubs participants
| - Maputo : - CD Costa do Sol - CD Maxaquene - Grupo Desportivo de Maputo - Clube Ferroviario de Maputo - Cabo Delgado : - Associação Desportiva de Pemba - Niassa : - Forças Policiais - Nampula : - Muhaivire de Nampula - Namutequeliua de Nampula | - Tete : - Ferroviario de Moatize - Zambézia : - Palmeiras de Quelimane - Manica/Sofala : - Textáfrica do Chimoio - Palmeiras de Beira - GD Companhia Têxtil do Punguè - Cultural da Beira - Gaza : - Clube de Gaza - Inhambane : - Nova Aliança |

## Compétition

### Tour préliminaire
Les seize clubs qualifiés sont répartis en deux poules et affrontent deux fois chacun de leurs adversaires. Seuls les trois premiers se qualifient pour la poule finale.
| Rang | Équipe                         | Pts | J  | G | N | P | Bp | Bc | Diff |
| ---- | ------------------------------ | --- | -- | - | - | - | -- | -- | ---- |
| 1    | Textáfrica do Chimoio          |     | 14 |   |   |   |    |    |      |
| 2    | Palmeiras de Beira             |     | 14 |   |   |   |    |    |      |
| 3    | Palmeiras de Quelimane         |     | 14 |   |   |   |    |    |      |
| 4    | Associação Desportiva de Pemba |     | 14 |   |   |   |    |    |      |
| 5    | Namutequeliua de Nampula       |     | 14 |   |   |   |    |    |      |
| 6    | Muhaivire de Nampula           |     | 14 |   |   |   |    |    |      |
| 7    | Forças Policiais               |     | 14 |   |   |   |    |    |      |
| 8    | Ferroviario de Moatize         |     | 14 |   |   |   |    |    |      |

| Rang | Équipe                        | Pts | J  | G  | N | P  | Bp | Bc | Diff |
| ---- | ----------------------------- | --- | -- | -- | - | -- | -- | -- | ---- |
| 1    | CD Costa do SolT              | 22  | 14 | 10 | 2 | 2  | 26 | 5  | +21  |
| 2    | CD Maxaquene                  | 22  | 14 | 10 | 2 | 2  | 24 | 6  | +18  |
| 3    | Grupo Desportivo de Maputo    | 18  | 14 | 8  | 2 | 4  | 30 | 10 | +20  |
| 4    | Clube Ferroviario de Maputo   | 16  | 14 | 6  | 4 | 4  | 18 | 11 | +7   |
| 5    | Clube de Gaza                 | 12  | 14 | 5  | 2 | 7  | 12 | 22 | -10  |
| 6    | GD Companhia Têxtil do Punguè | 12  | 14 | 4  | 4 | 6  | 11 | 16 | -5   |
| 7    | Cultural da Beira             | 8   | 14 | 3  | 2 | 9  | 12 | 30 | -18  |
| 8    | Nova Aliança                  | 2   | 14 | 0  | 2 | 12 | 2  | 35 | -33  |

### Poule finale
Tous les matchs sont disputés à l'Estadio Nacional da Machava de Maputo.
| Rang | Équipe                     | Pts | J | G | N | P | Bp | Bc | Diff |  | Résultats (▼ dom., ► ext.) | Cos | Tex | Gru | Max | PBe | PQu |
| ---- | -------------------------- | --- | - | - | - | - | -- | -- | ---- |  | -------------------------- | --- | --- | --- | --- | --- | --- |
| 1    | CD Costa do Sol'T'C        | 8   | 5 | 3 | 2 | 0 | 10 | 3  | +7   |  | CD Costa do Sol'T'C        |     | 4-0 | 1-1 | 0-0 | 3-1 | 2-1 |
| 2    | Textáfrica do Chimoio      | 7   | 5 | 3 | 1 | 1 | 9  | 5  | +4   |  | Textáfrica do Chimoio      |     |     | 2-1 | 0-0 | 3-0 | 4-0 |
| 3    | Grupo Desportivo de Maputo | 6   | 5 | 2 | 2 | 1 | 11 | 5  | +6   |  | Grupo Desportivo de Maputo |     |     |     | 2-1 | 1-1 | 6-0 |
| 4    | CD Maxaquene               | 6   | 5 | 2 | 2 | 1 | 8  | 3  | +5   |  | CD Maxaquene               |     |     |     |     | 3-1 | 4-0 |
| 5    | Palmeiras de Beira         | 3   | 5 | 1 | 1 | 3 | 6  | 11 | -5   |  | Palmeiras de Beira         |     |     |     |     |     | 3-1 |
| 6    | Palmeiras de Quelimane     | 0   | 5 | 0 | 0 | 5 | 2  | 19 | -17  |  | Palmeiras de Quelimane     |     |     |     |     |     |     |

|  | Qualification pour la Coupe des clubs champions africains 1981 |
|  | Qualification pour la Coupe des Coupes 1981                    |
|  | T : Tenant du titre C : Vainqueur de la Coupe du Mozambique    |

## Bilan de la saison
| Championnat du Mozambique de football 1980 |                            |
| Champion                                   | CD Costa do Sol (2e titre) |
| Coupes et trophées                         |                            |
| Vainqueur de la Coupe du Mozambique 1980   | CD Costa do Sol            |
| Qualifications continentales               |                            |
| Coupe des clubs champions africains 1981   | CD Costa do Sol            |
| Coupe des Coupes 1981                      | Palmeiras de Beira         |
| Promotions et relégations                  |                            |
| Promus en Moçambola                        | Aucun                      |
| Relégués                                   | Aucun                      |